# بالقلب (مسلسل)
بالقلب مسلسل تلفزيوني لبناني أنتج وعُرض في سنة 2019، من إنتاج قناة LBCI، وإخراج جوليان معلوف، وتأليف طارق سويد، ومن بطولة سارة أبي كنعان، وسام فارس، كارمن لبس وبديع أبو شقرا.

## قصة المسلسل
من خلال قصة خيوطها غامضة ومؤثرة، تتحكم أمال في حياة ابنتها ديانا بشكل كبير، وحياة حبيبها ناهي، فتتحمل ديانا تداعيات ما قامت به والدتها، أملًا في الوصول إلى بر الأمان.

## طاقم العمل
- بديع أبو شقرا: (جواد)
- سارة أبي كنعان: (ديانا)
- وسام فارس: (ناهي أديب ضو)
- كارمن لبس: (فريال)
- دارينا الجندي: (أمال)
- جبريال يمين: (جريس)
- سمارة نهرا: (سلوى)
- محمد عقيل: (فياض)
- نوال كامل: (روز)
- جمال حمدان: (أديب ضو)
- جان دكاش: (روجيه)
- ستيفاني عطا الله: (لارا)
- ألين لحود: (ألين)
- دوري السمراني: (وسام)
- ريان أبي رعد
- إلين شمعون
- وليد فايد
- زياد صليبا: (فارس)
- نجلاء الهاشم: (أم أديب)
- حسان مراد
- زياد صعيبي: (نعيم)
- غريتا عون: (ضيف شرف)
- جورج حران: (عاطف)
- عصام الأشقر: (ضيف شرف)
- حسام الصباح: (القس طانوس)
- رفقا الزير: (ضيف شرف)
- رانيا مروة: (ضيف شرف)
- حبيب دميان
- فيروز أبو حسن
- سارة عطا الله
- ماغي عون: (ظهور خاص)
- رامي عطا الله
- ماري المر
- إلسي مرعب